# ويليام سيمز أندروز
ويليام سيمز أندروز (1847 – 1 يوليو، 1929) كان أحد رواد وتلاميذ إديسون، مهندس كهربائى، ومن أوائل العاملين بالشركة الكهربية العامة.

## السيرة الذتية
- ولد في إنجلترا عام 1847.
- بدأ العمل في مختبر مينلو بارك التابع لإديسون عام 1879.
- توفى في 1 يوليو عام 1929 بمدينة سكنيكتادي بنيويورك.

## اقرأ أيضا
- توماس إديسون.
- هنري فورد.
- فرانك سبراغ.
- نيكولا تسلا.